# Vahid Halilhodžić
Vahid Halilhodžić (ur. 15 października 1952 w Jablanicy) – jugosłowiański i bośniacki piłkarz grający na pozycji napastnika oraz trener piłkarski. W latach 2015–2018 pełnił funkcję trenera reprezentacji Japonii.
Wystąpił 32 razy w reprezentacji Jugosławii, strzelając w niej 8 goli. Był dwukrotnym królem strzelców ligi francuskiej w barwach FC Nantes. Po zakończeniu piłkarskiej kariery pracował jako trener m.in. w Raja Casablanca, Lille OSC, Stade Rennais, PSG, Trabzonsporze, Al-Ittihad, reprezentacji Wybrzeża Kości Słoniowej, Dinamie Zagrzeb oraz reprezentacji Algierii w piłce nożnej. W 2014 roku pełnił ponownie funkcję trenera Trabzonsporu.